# Mervin Kelly
Mervin Joe Kelly (Princeton, Missouri, 14 de fevereiro de 1895 – 18 de março de 1971) foi um físico estadunidense, diretor do Bell Labs de 1951 a 1959.

## Vida
Graduado pela Universidade de Kentucky em 1915. Trabalhou na Western Electric Company de 1918 a 1925.
Foi durante muito tempo pesquisador no Bell Labs, sendo seu presidente de 1951 a 1959. Formou o grupo de pesquisas que desenvolveu o transistor, sob a liderança de William Bradford Shockley.
Em 1961 acessorou James Webb, o Administrador da NASA. Depois da aposentadoria trabalhou como consultor para a IBM.

## Prêmios
- 1954 Medalha IRI
- 1959 Medalha John Fritz
- 1961 Medalha Hoover